# Primera divisió espanyola de futbol 1955-1956
La temporada 1955/56 de primera divisió va ser la número vint-i-cinc de la competició. Va començar l'11 de setembre de 1955 i acabà el 22 d'abril de 1956.
L'Athletic Club de Bilbao va guanyar el títol de lliga tretze anys després de la seva darrera victòria a la màxima competició nacional. L'equip basc, entrenat per Fernando Daucik, va formar un equip molt fort que es va imposar al Futbol Club Barcelona, ple d'individualitats. Van aconseguir el títol a l'últim partit a San Mamés davant el Reial Valladolid.

## Equips participants
| Club                   | Ciutat        | Estadi          |
| ---------------------- | ------------- | --------------- |
| Alavés                 | Vitòria       | Mendizorroza    |
| Atlético Bilbao        | Bilbao        | San Mamés       |
| Atlètic de Madrid      | Madrid        | Metropolitano   |
| FC Barcelona           | Barcelona     | Les Corts       |
| Celta de Vigo          | Vigo          | Balaidos        |
| Cultural Leonesa       | Lleó          | La Puentecilla  |
| Deportivo de La Coruña | La Corunya    | Riazor          |
| RCD Espanyol           | Barcelona     | Sarrià          |
| Hèrcules CF            | Alacant       | La Viña         |
| UD Las Palmas          | Las Palmas    | Insular         |
| Reial Múrcia CF        | Múrcia        | La Condomina    |
| Reial Madrid           | Madrid        | Nuevo Chamartín |
| Reial Societat         | Sant Sebastià | Atotxa          |
| Sevilla FC             | Sevilla       | Nervión         |
| València CF            | València      | Mestalla        |
| Reial Valladolid       | Valladolid    | Municipal       |

## Classificació general
| Pos | Equip                | PJ | PG | PE | PP | GF | GC | DG  | Pts | Classificació o descens             |
| --- | -------------------- | -- | -- | -- | -- | -- | -- | --- | --- | ----------------------------------- |
| 1   | At. Bilbao (C)       | 30 | 22 | 4  | 4  | 79 | 31 | +48 | 48  | Clas. per la C.Eur. i la C.Llatina  |
| 2   | FC Barcelona         | 30 | 22 | 3  | 5  | 67 | 26 | +41 | 47  |                                     |
| 3   | Reial Madrid         | 30 | 18 | 2  | 10 | 81 | 39 | +42 | 38  | Clas. per la C.Eur. (vigent campió) |
| 4   | Sevilla FC           | 30 | 17 | 2  | 11 | 75 | 44 | +31 | 36  |                                     |
| 5   | Atlètic de Madrid    | 30 | 14 | 5  | 11 | 75 | 49 | +26 | 33  |                                     |
| 6   | València             | 30 | 13 | 6  | 11 | 58 | 50 | +8  | 32  |                                     |
| 7   | RCD Espanyol         | 30 | 14 | 3  | 13 | 50 | 56 | −6  | 31  |                                     |
| 8   | Reial Societat       | 30 | 11 | 8  | 11 | 48 | 53 | −5  | 30  |                                     |
| 9   | Reial Valladolid     | 30 | 13 | 4  | 13 | 52 | 55 | −3  | 30  |                                     |
| 10  | Celta de Vigo        | 30 | 12 | 3  | 15 | 52 | 75 | −23 | 27  |                                     |
| 11  | UD Las Palmas        | 30 | 11 | 4  | 15 | 49 | 60 | −11 | 26  |                                     |
| 12  | Deportivo La Coruña  | 30 | 11 | 4  | 15 | 60 | 80 | −20 | 26  |                                     |
| 13  | Reial Múrcia CF (R)  | 30 | 10 | 5  | 15 | 46 | 66 | −20 | 25  | Promoció                            |
| 14  | Alavés (R)           | 30 | 9  | 6  | 15 | 49 | 73 | −24 | 24  | Promoció                            |
| 15  | Cultural Leonesa (R) | 30 | 5  | 4  | 21 | 34 | 65 | −31 | 14  | Descens                             |
| 16  | Hèrcules CF (R)      | 30 | 5  | 3  | 22 | 33 | 86 | −53 | 13  | Descens                             |

## Resultats
| Casa \ Fora         | ALA | ATB | ATM | BAR | CEL | CUL | DEP | ESP | HER | LPA | MUR | RMA | RSO | SEV | VAL | VAD |
| ------------------- | --- | --- | --- | --- | --- | --- | --- | --- | --- | --- | --- | --- | --- | --- | --- | --- |
| Alavés              | —   | 0–3 | 0–0 | 1–3 | 5–1 | 1–0 | 4–2 | 2–0 | 4–0 | 2–0 | 5–2 | 1–3 | 1–1 | 2–1 | 3–3 | 3–0 |
| Atlético Bilbao     | 3–2 | —   | 2–1 | 1–0 | 4–0 | 3–0 | 2–2 | 2–1 | 3–1 | 5–0 | 7–1 | 3–1 | 3–0 | 6–1 | 4–2 | 3–0 |
| Atlètic de Madrid   | 8–1 | 2–3 | —   | 0–2 | 3–2 | 6–1 | 4–1 | 5–0 | 9–0 | 1–1 | 4–0 | 1–0 | 4–5 | 4–1 | 3–1 | 3–1 |
| FC Barcelona        | 3–1 | 1–2 | 2–2 | —   | 2–1 | 4–0 | 4–1 | 1–0 | 6–4 | 4–0 | 1–0 | 2–0 | 2–0 | 3–1 | 4–2 | 2–0 |
| Celta de Vigo       | 3–0 | 2–0 | 2–2 | 0–0 | —   | 3–2 | 4–1 | 2–3 | 2–1 | 3–0 | 1–3 | 3–1 | 2–1 | 3–1 | 2–0 | 3–0 |
| Cultural Leonesa    | 4–1 | 2–3 | 2–4 | 0–1 | 4–1 | —   | 1–2 | 0–1 | 3–1 | 1–2 | 0–1 | 0–4 | 0–0 | 0–4 | 3–0 | 0–0 |
| Deportivo La Coruña | 5–3 | 2–2 | 3–0 | 0–7 | 5–0 | 4–3 | —   | 3–1 | 3–0 | 1–2 | 2–0 | 0–2 | 5–0 | 3–2 | 3–3 | 1–1 |
| RCD Espanyol        | 6–0 | 0–1 | 4–1 | 0–3 | 6–1 | 1–1 | 3–2 | —   | 2–0 | 2–2 | 1–0 | 2–1 | 3–0 | 2–1 | 0–1 | 4–3 |
| Hèrcules CF         | 1–1 | 0–3 | 0–2 | 2–3 | 0–2 | 3–1 | 5–1 | 1–1 | —   | 0–5 | 2–1 | 0–4 | 1–1 | 1–4 | 4–0 | 2–0 |
| UD Las Palmas       | 2–1 | 1–1 | 1–1 | 0–1 | 2–1 | 1–2 | 5–0 | 1–2 | 6–1 | —   | 2–0 | 1–3 | 2–0 | 2–3 | 2–0 | 3–2 |
| Reial Múrcia CF     | 3–3 | 2–1 | 1–0 | 0–1 | 2–2 | 3–1 | 5–4 | 2–3 | 3–1 | 2–1 | —   | 1–1 | 6–1 | 2–0 | 0–0 | 0–1 |
| Reial Madrid        | 5–0 | 2–1 | 3–2 | 2–1 | 8–3 | 2–1 | 1–2 | 7–1 | 4–1 | 6–0 | 7–1 | —   | 2–0 | 3–4 | 1–0 | 5–1 |
| Reial Societat      | 1–1 | 2–2 | 3–1 | 1–2 | 2–1 | 2–1 | 3–1 | 5–0 | 2–0 | 4–2 | 3–3 | 1–0 | —   | 2–2 | 3–1 | 4–1 |
| Sevilla FC          | 3–0 | 1–2 | 4–0 | 0–0 | 7–0 | 3–1 | 5–0 | 4–0 | 3–0 | 3–0 | 4–1 | 2–0 | 2–0 | —   | 4–0 | 4–1 |
| València            | 3–1 | 1–0 | 0–1 | 4–2 | 6–0 | 1–1 | 4–0 | 2–1 | 4–1 | 4–2 | 4–1 | 2–1 | 1–1 | 3–0 | —   | 5–1 |
| Reial Valladolid    | 4–0 | 2–4 | 3–1 | 1–0 | 4–2 | 3–0 | 4–1 | 2–0 | 3–0 | 4–1 | 3–0 | 2–2 | 1–0 | 3–1 | 1–1 | —   |

### Promoció
| Pos | Equip                     | PJ | PG | PE | PP | GF | GC | DG  | Pts | Classificació     |
| --- | ------------------------- | -- | -- | -- | -- | -- | -- | --- | --- | ----------------- |
| 1   | Espanya Industrial (O, P) | 10 | 7  | 1  | 2  | 21 | 15 | +6  | 15  | A Primera Divisió |
| 2   | Reial Saragossa (O, P)    | 10 | 5  | 2  | 3  | 18 | 13 | +5  | 12  | A Primera Divisió |
| 3   | Reial Oviedo              | 10 | 6  | 0  | 4  | 23 | 22 | +1  | 12  | A Segona Divisió  |
| 4   | Reial Múrcia CF (R)       | 10 | 5  | 1  | 4  | 21 | 18 | +3  | 11  | A Segona Divisió  |
| 5   | Reial Betis               | 10 | 2  | 2  | 6  | 21 | 22 | −1  | 6   | A Segona Divisió  |
| 6   | Alavés (R)                | 10 | 1  | 2  | 7  | 10 | 24 | −14 | 4   | A Segona Divisió  |

1. ↑  Per poder jugar a primera, SD Espanya Industrial deixà de ser reserva del Barcelona i canvià el nom a CD Comtal.

| Casa \ Fora        | ALA | ESP | MUR | OVI | BET | ZAR |
| ------------------ | --- | --- | --- | --- | --- | --- |
| Deportivo Alavés   | —   | 2–3 | 1–0 | 1–3 | 1–1 | 1–2 |
| Espanya Industrial | 3–1 | —   | 2–1 | 6–1 | 3–2 | 1–0 |
| Reial Múrcia CF    | 3–2 | 1–1 | —   | 4–1 | 5–1 | 4–3 |
| Reial Oviedo       | 2–0 | 0–1 | 3–0 | —   | 3–2 | 6–0 |
| Reial Betis        | 6–0 | 1–2 | 0–1 | 4–5 | —   | 3–1 |
| Reial Saragossa    | 1–1 | 1–0 | 4–2 | 4–0 | 1–1 | —   |

### Resultats final
Competicions internacionals
- 1. -- Athletic Club -- Copa d'Europa
- 3. -- Reial Madrid CF -- Copa d'Europa (actual guanyador)

Descens a Segona Divisió
- 13. -- Real Murcia CF
- 14. -- Deportivo Alavés
- 15. -- Cultural Leonesa
- 16. -- Hèrcules CF

Ascens a Primera Divisió
- CA Osasuna
- Real Jaén
- Reial Saragossa
- Club Deportiu Comtal (abans Espanya Industrial)

## Màxims golejadors
| Posició | Jugador            | Equip             | Gols |
| ------- | ------------------ | ----------------- | ---- |
| 1       | Alfredo di Stéfano | Reial Madrid      | 24   |
| 2       | Mauro Rodríguez    | Celta de Vigo     | 23   |
| 3       | Adrián Escudero    | Atlètic de Madrid | 21   |
| 4       | Jesús Domingo      | Reial Valladolid  | 17   |
| 5       | Francisco Molina   | Atlètic de Madrid | 16   |

## Porter menys golejat
| Posició | Jugador          | Equip        | Gols | Partits | Mitjana |
| ------- | ---------------- | ------------ | ---- | ------- | ------- |
| 1       | Antoni Ramallets | FC Barcelona | 24   | 29      | 0,82    |

## Plantilla de l'Athletic Club
| Nom                | Posició        | Partits | Gols |
| ------------------ | -------------- | ------- | ---- |
| Carmelo Cedrún     | Porter         | 30      | (31) |
| Leandro Iraragorri | Porter         | 1       | -    |
| Areta I            | Defensa        | 7       | 2    |
| Canito             | Defensa        | 27      | -    |
| Etura              | Defensa        | 9       | -    |
| Garay              | Defensa        | 27      | 3    |
| Orúe               | Defensa        | 29      | 1    |
| Maguregui          | Centrecampista | 29      | 5    |
| Mauri              | Centrecampista | 27      | 6    |
| Arieta             | Davanter       | 25      | 14   |
| Artetxe            | Davanter       | 24      | 15   |
| Ignacio Azcarate   | Davanter       | 2       | 1    |
| Fede Bilbao        | Davanter       | 10      | 6    |
| Gaínza             | Davanter       | 22      | 5    |
| Ignacio Izaguirre  | Davanter       | 2       | -    |
| Marcaida           | Davanter       | 27      | 9    |
| Armando Merodio    | Davanter       | 3       | 1    |
| Uribe              | Davanter       | 30      | 9    |

Entrenador:  Fernando Daucik